# Othellos Athienou
Athletic Club Othellos Athienou (Grieks: ΑΣ Οθέλλος Αθηαίνου) is een Cypriotische voetbalclub uit Athienou, een gemeente die deel uitmaakt van het district Larnaca.
Athieno werd in 1933 opgericht en in 1967 lid van de Cypriotische voetbalbond. Ze participeert sindsdien in de voetbalkampioenschappen van die federatie.

## Palmares
- B Kategoria: 1x

2023
- C Kategoria: 2x

1991, 1994
- Cypriotische vierde divisie: 1x

2004

## Bekende (ex-)spelers
- Jatto Ceesay
- Civard Sprockel

AEK Larnaca · 
AEL Limasol ·  
Anorthosis Famagusta · 
APOEL Nicosia · 
Apollon Limasol · 
Aris Limasol · 
Enosis Neon Paralimni · 
Ethnikos Achna ·  
Karmiotissa FC ·
Nea Salamina Famagusta ·
Omonia Aradippou · 
Omonia Nicosia · 
PAC Omonia 29M · 
Paphos FC